# Tipi-tii
«Tipi-tii» (с фин. — «Чик-чирик») — песня композиторов Кари Туомисаари и Яакко Сало, с которой финская певица Марион Рунг представила Финляндию на конкурсе песен «Евровидение-1962». На конкурсе песня набрала 4 балла, заняв седьмое место.

## Текст песни
Авторы текста песни — Кари Туомисаари и Яакко Сало.
В этой песне Рунг «призывает всех слушателей присоединиться к зову любви». Исполнительница сравнивает всех с весёлым щебетом птиц, поющих свою песню вместе.

## Национальный отбор
В национальном отборе, который прошёл 15 февраля 1962 года в студии телекомпании «Yle» в Хельсинки, приняли участие четыре исполнителя, прошедших в финал на основе радио-полуфинала. Каждая песня исполнялась двумя разными исполнителями.
| № | Первый исполнитель | Второй исполнитель | Песня             | Место | Баллы |
| - | ------------------ | ------------------ | ----------------- | ----- | ----- |
| 1 | Кай Линд           | Марион Рунг        | «Tipi-tii»        | 1     | 234   |
| 2 | Матти Хейнивахо    | Виено Кекконен     | «Sateinen yö»     | 3     | 127   |
| 3 | Матти Хейнивахо    | Виено Кекконен     | «On keskiyö»      | 4     | 110   |
| 4 | Кай Линд           | Марион Рунг        | «Pikku rahastaja» | 2     | 129   |

## Евровидение
Конкурс песни «Евровидение-1962» прошёл 18 марта 1962 года в Люксембурге, столице Люксембурга. Марион Рунг выступила под номером 1, перед представителем Бельгии Фудом Леклерком с песней «Ton nom».
Конкурсная композиция заняла седьмое место место, набрав 4 балла из 45 возможных. Такого же результата добилась Ингер Берггрен, представившая Швецию с песней «Sol och vår».

### Баллы, полученные Финляндией
|           | Флаг Бельгии | Флаг Испании | Флаг Австрии | Флаг Дании | Флаг Швеции | Флаг Германии | Флаг Нидерландов | Флаг Франции | Флаг Норвегии | Флаг Швейцарии | Флаг Югославии (1945—1991) | Флаг Великобритании | Флаг Люксембурга | Флаг Италии | Флаг Монако | Всего |
| Финляндия | -            | -            | -            | -          | -           | -             | -                | -            | 1             | -              | -                          | 3                   | -                | -           | -           | 4     |

Система голосования была следующая: жюри из десяти человек от каждой страны присваивало оценки 3, 2 и 1 трём понравившимся песням.
Финляндия получила 3 балла от Великобритании и 1 балл от Норвегии.
В 1973 году Марион Рунг снова представила Финляндию на конкурсе песен «Евровидение-1973», где с композицией «Tom Tom Tom» заняла шестое место с 93 баллами.

## Список композиций
| №  | Название          | Автор(ы)                    | Длительность |
| -- | ----------------- | --------------------------- | ------------ |
| 1. | «Tipi-tii»        | Кари Туомисаари             |              |
| 2. | «Pikku rahastaja» | Рейно Хелисмаа, Тойво Кярки |              |

## Позиции в чартах

### Еженедельные чарты
| Чарт                  | Место |
| --------------------- | ----- |
| Финляндия (Billboard) | 1     |

## История релизов
| Регион    | Дата | Формат         | Лейбл           |
| --------- | ---- | -------------- | --------------- |
| Финляндия | 1962 | 45 rpm (Винил) | Philips Records |